# Carapal de Guara
Carapal de Guara, ou simplement Carapal, est une localité du Venezuela, capitale de la paroisse civile de Juan Millán de la municipalité de Tucupita dans l'État de Delta Amacuro.

## Géographie
La localité est située le long de la rive orientale du caño Manamo, un défluent de l'Orénoque, au sud de Tucupita, le caño ou « canal » servant de frontière sur cette portion avec l'État de Monagas voisin.